# Høje Taastrup Kirke
Høje Taastrup Kirke er en stor landsbykirke bygget efter år 1050. Kirken ligger på det højeste punkt på Københavns Vestegn i den gamle landsby Høje Taastrup, hvor den med sit tårn på 30 meter rager godt op i landskabet.
De ældste dele af kirken er fra 1050 til 1150, mens våbenhus, sakristi og tårn er fra 1250-1400.
Høje Taastrup Kirke er ca. 36 m lang indvendig. Den indre bredde er seks m. Kirkens syv hvælvinger rækker seks m op. På bænkene kan der sidde 250. 
I middelalderen var Høje Taastrup Kirke indviet til den katolske helgen Sankt Bartholomæus. Derfor hed kirken indtil reformationen i 1536 Sankt Bartholomæus Kirke.

## Historiske begivenheder

### Slaget mellem Knud og Svend i 1149
I 1149 mødtes kongerne Knud 5. og Svend Grathe i et slag neden for den bakke, Høje Taastrup Kirke ligger på. Saxo Grammaticus fortæller i Danmarks Krønike, at Knud i 1149 angriber Sjælland ved at sejle en jysk flåde ned gennem Isefjord. Efter at have plyndret Roskilde drager Knud videre med sin hær mod "Hafn" (København), men i mellemtiden har Svend samlet en hær, som bliver sendt fra Skåne til Sjælland. De to hære mødes ved Høje Taastrup Kirke. Det første sammenstød mellem de to hære falder ud til Knuds fordel, men begge konger frygter nu for deres liv og flygter. Det andet sammenstød mellem hærene bliver vundet af Svends skånske soldater, som kalder Svend tilbage til Høje Taastrup, så han midt på slagmarken kan blive udråbt som sejrherre. Knud flygter med resterne af sin hær tilbage til Jylland.

### Fredsforhandlingerne i 1658
I 1658 blev fredsaftalen efter nederlaget til svenskerne i Første Karl Gustav-krig forhandlet i Høje Taastrup præstegård. De forhandlinger, der førte til Freden i Roskilde, blev ført i Høje Taastrup Præstegård fra 16. til 18. februar 1658. Ved forhandlingerne var kong Frederik 3. repræsenteret af rigshofmester Joakim Gersdorff og rigsråd Christen Skeel, mens den svenske konge var repræsenteret af rigsråd Sten Nilsson Bielke og den danske overløber Corfitz Ulfeldt. Aftalen blev færdigforhandlet og underskrevet i Roskilde den 26. februar 1658.

## Berømte præster

### Biskop Søren Glud
Søren Sørensen Glud var præst ved Høje Taastrup Kirke 1648-1673. Han havde gennem sin hustru (født Moth) kontakt til hoffet og blev derved vært for fredsforhandlinger mellem Danmark og Sverige forud for Freden i Roskilde. I 1673 udnævner kong Christian 5. Søren Sørensen Glud til biskop i Viborg. Som biskop var Søren Glud med til at forfatte Danske Lovs 2. bog: Om Religionen og Geistligheden, og han var med til at dømme i skilsmissesagen mellem Marie Grubbe og Palle Dyre. Søren Glud beklædte bispesædet i Viborg til sin død i 1693.

### Kirkehistoriker Johannes Fenger
Johannes Ferdinand Fenger var præst ved Høje Taastrup Kirke 1854-1861. Fenger var kirkehistoriker og opnåede i 1828 den teologiske licentiatgrad på en afhandling om den antikristne filosof Celsus. Fenger tog initiativ til stiftelsen af Selskabet for Danmarks Kirkehistorie og var formand for Det Danske Missionsselskab. Fenger havde et nært venskab med digteren B.S. Ingemann, som ofte besøgte ham i præstegården.

## Billeder af Høje Taastrup Kirke
- Høje Taastrup Kirke set fra øst
- Høje Taastrup Kirkes tårn. Kirken set fra vest
- Høje Taastrup Kirke set fra syd
- Den vestlige ende af Høje Taastrup Kirke set fra syd
- Høje Taastrup Kirkes tårn. Kirken set fra syd
- Vindue i Høje Taastrup Kirkes sydvendte væg
- Kors placeret på Høje Taastrup Kirkes nordside
- Stele sat for Johannes Ferdinand Fenger, kirkehistoriker og præst ved Høje Taastrup Kirke 1854–1861

## Høje Taastrup Kirke i kunsten

### Malerkunst
Maleren L.A. Ring malede i de år, han boede i Baldersbrønde, en række motiver af Høje Taastrup Kirke. 
- L.A. Ring: Høje Taastrup Kirke (1903). Kirken set fra præstegårdsmarken. Til venstre ses en længe fra præstegårdens gamle avlsgård.
- L.A. Ring: Opkørt vej med Piletræer ved Høje Taastrup (1908). Inde til venstre for vejen ligger præstegårdshaven

### Film
Filmen Jagten fra 2012 bruger Høje Taastrup Kirke som kulisse i en central scene, hvor hovedpersonen Lucas (Mads Mikkelsen) er til julegudstjeneste.

## Eksterne kilder og henvisninger
- Høje Taastrup Kirke hos KortTilKirken.dk
- Høje Taastrup Kirke hos danmarkskirker.natmus.dk (Danmarks Kirker, Nationalmuseet)
- Høje Taastrup Kirkes historie Arkiveret 23. juni 2019 hos  Wayback Machine af kirkeværge Hans Laurits Hansen hos hoejetaastrupkirke.dk